# Heinrich Eduard Heine

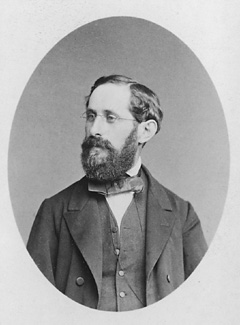
Heinrich Eduard Heine

Heinrich Eduard Heine (Berlijn, 15 maart 1821 - Halle, 21 oktober 1881) was een Duits wiskundige.
Heine studeerde wiskunde aan de universiteiten van Göttingen, Berlijn en Königsberg. Daar kreeg hij les van onder andere Martin Ohm. Hij was hoogleraar in Bonn en in Halle. Hij werkte voornamelijk op het gebied van de potentiaaltheorie, de functietheorie en de partiële differentiaalvergelijkingen. 
Zijn naam is vooral bekend door zijn studie van speciale functies, van zijn definitie van continuïteit en van de stelling van Heine-Borel over compacte deelverzamelingen van {\displaystyle \mathbb {R} ^{n}}.

## Werken van Heinrich Eduard Heine
- (la)  De aequationibus nonnullis differentialibus (Berlin, 1842)
- (de)  Handbuch der Kugelfunctionen (G. Reimer, Berlin, 1861)
- (de)  Handbuch der Kugelfunctionen, Theorie und Anwendungen (Volume 1) (2nd ed., G. Reimer, Berlin, 1878)
- (de)  Handbuch der Kugelfunctionen, Theorie und Anwendungen (Volume 2) (2nd ed., G. Reimer, Berlin, 1881)